# 고즈케국

고즈케 국

고즈케국(일본어: 上野国)은 고대 일본의 지방 행정구분이었던 영제국(令制國)의 하나로, 도산도(東山道)에 설치된 구니이다. 현재의 군마현에 해당한다.
히타치국(常陸國) ・ 가즈사국(上總國)과 마찬가지로 친왕(親王)이 고쿠시(国司)를 맡아 보는 친왕임국(親王任国)으로, 고쿠후(国府)의 실질적 장관은 가미(守) 아래의 스케(介)였다.

## 개요
그 영역은 대체로 현재의 군마현(群馬縣)에 해당하나, 현의 기류시(桐生市) 내의 기류 강(桐生川) 동쪽은 포함되지 않는다. 이전의 군마 현은 고즈케 국과 완벽하게 동일한 범위였으나, 1959년(쇼와 34년)에 도치기현(栃木縣, 옛 시모쓰케 국)의 아시카가 군(足利郡) 히시무라(菱村)가 1968년(쇼와 43년)에 아소 군(安蘇郡) 다누마마치(田沼町)의 뉴히코마(入飛駒) 지구가 모두 기류 시에 합병되고, 이보다 앞서 1960년(쇼와 35년)에 야마다 군(山田郡)의 야바가와무라(矢場川村) 일부가 도치기 현 아시카가 시(足利市)에 편입되면서 옛 시모쓰케국(下野國)과의 경계가 바뀌어 군마 현이 고즈케 국보다 조금 더 넓어지게 되었다.

## 명칭의 유래
율령제를 실시하기 전의 고대 일본에는 고분 시대(古墳時代)부터 가토리 해(香取海)로 흘러들어가는 게노 강(毛野川) 유역 일대를 거점으로 이즈모 신(出雲神)을 섬기는 호족들이 하나의 독자적인 문화권을 형성, 일종의 '게노 국(일본어: 毛野國)'을 형성하고 있었다. 豊城入彦命을 시조로 하는 이들 게누 씨(일본어: 毛野氏)는 기비 씨(吉備氏)나 지쿠시 씨(筑紫氏)와도 대등한 대호족으로서 고대 야마토 왕권(ヤマト王權)에 대해서도 강대한 발언권을 가지고 있었으며, 그 문화권역은 지금의 일본 군마 현 가부라 강(鏑川) 유역과 이노 강(井野川) 유역에 걸치는 폭넓은 것이었다.
게노 국 또는 게누 씨의 명칭 유래에 대해서는 여러 설이 있는데,
- 일찍이 야마토 왕권으로부터 '에미시(毛人)'가 사는 땅으로서 '털의 나라(毛の國)'라 불리던 것이 두 글자로 '게노(毛野)'로 정리되었다.
- 게노국의 '게(毛)'란 이모작(二毛作)의 '모(毛)'와 같으며, 즉 벼와 같은 곡물을 가리킨다. 이 지역이 옛날 곡물 생산지였기에 이러한 이름이 붙은 것이다.

이 게노 국은 훗날 가미쓰케노쿠니노 미야쓰코(일본어: 上毛野國造)의 영역과 시모쓰케누노쿠니노 미야쓰코(일본어: 下毛野国造)로 나뉘는데, 이 중 가미쓰케누노쿠니노 미야쓰코에서 영제국의 가미쓰케 국(上毛野國)이 성립되었다(일본의 고대 사료에서는 두 구니가 원래 하나의 '게노 국'이었음을 전하고는 있지만, 그 나뉜 시기는 확실하지 않다). 그 뒤 와도(和銅) 6년(713년)에 일본 국내의 여러 행정지명을 두 글자로 된 지명으로 바꾸도록 명한 율령에 따라 시모쓰케 국(下野國)과 짝을 맞추어 고즈케 국(上野國)이라 표기하게 되었다. 한자로는 上野國이라고 적지만 읽을 때에는 가미노쿠니(かみのくに)가 아니라 가미쓰케노쿠니(かみつけのくに), 또는 고즈케노쿠니(こうずけのくに)로 읽는다.